# مات كرو
مات كرو (بالإنجليزية: Matt Crowe)‏ هو لاعب كرة قدم بريطاني، ولد في 4 يوليو 1932 في باثغيت في المملكة المتحدة، وتوفي في يونيو 2017 في بورت إليزابيث في جنوب أفريقيا. لعب مع نادي بارتيك ثيسل ونادي برادفورد بارك أفنيو ونادي برينتفورد ونورويتش سيتي.